# Raja Rafe
Raja Rafe (in arabo رجا رافع‎?; Jaramana, 1º maggio 1983) è un calciatore siriano, attaccante dell'Al-Majd.

## Carriera

### Nazionale
Rafa detiene il record di gol con la nazionale siriana (34).

## Palmarès

### Individuali
- Capoccannoniere del campionato siriano:5

2004, 2005, 2008, 2012, 2015